# Gerald Patterson
Pour les articles homonymes, voir Patterson.
Gerald Leighton Patterson, né le 17 décembre 1895 à Melbourne et mort le 13 juin 1967 dans la même ville, est un joueur de tennis australien.

## Biographie
Il a remporté trois titres du Grand Chelem : deux à Wimbledon en 1919 et 1922 et un aux Internationaux d'Australie en 1927. Il a été numéro 1 mondial en 1919 et a pris sa retraite en 1927.
Il fait partie des trois joueurs de l'histoire du tennis qui ont dû jouer 8 matchs en 3 sets gagnant pour remporter un tournoi du Grand Chelem, ceci est dû au fait qu'il n'était pas tête de série et que c'était une année avec Challenge round.

Parcours à Wimbledon en 1919 :
- 1 H. J. Gilbert (6-0, 6-4, 6-0)
- 2 Herbert Barrett (7-5, 6-2, 7-5)
- 3 Theodore Mavrogordato (6-0, 6-3, 7-5)
- 4 Stanley Doust (6-2, 6-0, 6-2)
- Q André Gobert (10-8, 6-3, 6-2)
- D Josiah Ritchie (6-1, 7-5, 1-6, 6-3)
- F Algernon Kingscote (6-2, 6-4, 6-3)
- C Norman Brookes (6-3, 7-5, 6-2)

Il est membre de l'International Tennis Hall of Fame depuis 1989.

## Palmarès (partiel)

### Titres en simple messieurs
|   | Date       | Nom et lieu du tournoi              | Catégorie    | Surface | Finaliste       | Score                     | Tableau |
| - | ---------- | ----------------------------------- | ------------ | ------- | --------------- | ------------------------- | ------- |
| 1 | 23/06/1919 | The Championships, Wimbledon        | Grand Chelem | Gazon   | Norman Brookes  | 6-3, 7-5, 6-2             | Tableau |
| 2 | 26/06/1922 | The Championships, Wimbledon        | Grand Chelem | Gazon   | Randolph Lycett | 6-3, 6-4, 6-2             | Tableau |
| 3 | 22/01/1927 | Australian Championships, Melbourne | Grand Chelem | Gazon   | John Hawkes     | 3-6, 6-4, 3-6, 18-16, 6-3 | Tableau |

### Finales en simple messieurs
|   | Date       | Nom et lieu du tournoi                | Catégorie    | Surface | Vainqueur          | Score                   | Tableau |
| - | ---------- | ------------------------------------- | ------------ | ------- | ------------------ | ----------------------- | ------- |
| 1 | 23/11/1914 | Australasian Championships, Melbourne | Grand Chelem | Gazon   | Arthur O'Hara Wood | 6-4, 6-3, 5-7, 6-1      | Tableau |
| 2 | 21/06/1920 | The Championships, Wimbledon          | Grand Chelem | Gazon   | Bill Tilden        | 2-6, 6-3, 6-2, 6-4      | Tableau |
| 3 | 02/12/1922 | Australasian Championships, Sydney    | Grand Chelem | Gazon   | James Anderson     | 6-0, 3-6, 3-6, 6-3, 6-2 | Tableau |
| 4 | 24/01/1925 | Australasian Championships, Sydney    | Grand Chelem | Gazon   | James Anderson     | 11-9, 2-6, 6-2, 6-3     | Tableau |

### Titres en double messieurs
|   | Date       | Nom et lieu du tournoi               | Catégorie    | Surface | Partenaire      | Finalistes                      | Score                   | Tableau |
| - | ---------- | ------------------------------------ | ------------ | ------- | --------------- | ------------------------------- | ----------------------- | ------- |
| 1 | 23/11/1914 | Australasian Championships Melbourne | Grand Chelem | Gazon   | Ashley Campbell | Rodney Heath Arthur O'Hara Wood | 7–5, 3–6, 6–3, 6–3      | Tableau |
| 2 | 26/08/1919 | US National Champ’s Forest Hills     | Grand Chelem | Gazon   | Norman Brookes  | Bill Tilden Vincent Richards    | 8-6, 6-3, 4-6, 4-6, 6-2 | Tableau |
| 3 | 02/12/1922 | Australasian Championships Sydney    | Grand Chelem | Gazon   | John Hawkes     | James Anderson Norman Peach     | 8-10, 6-0, 6-0, 7-5     | Tableau |
| 4 | 24/01/1925 | Australasian Championships Sydney    | Grand Chelem | Gazon   | Pat O'Hara Wood | James Anderson Fred Kalms       | 6-4, 8-6, 7-5           | Tableau |
| 5 | 23/01/1926 | Australasian Championships Adélaïde  | Grand Chelem | Gazon   | John Hawkes     | James Anderson Pat O'Hara Wood  | 6-1, 6-4, 6-2           | Tableau |
| 6 | 12/01/1927 | Australian Championships Melbourne   | Grand Chelem | Gazon   | John Hawkes     | Pat O'Hara Wood Ian McInness    | 8-6 , 6-2, 6-1          | Tableau |

### Finales en double messieurs
|   | Date       | Nom et lieu du tournoi               | Catégorie    | Surface | Vainqueurs                        | Partenaire      | Score                    | Tableau |
| - | ---------- | ------------------------------------ | ------------ | ------- | --------------------------------- | --------------- | ------------------------ | ------- |
| 1 | 26/06/1922 | The Championships Wimbledon          | Grand Chelem | Gazon   | James Anderson Randolph Lycett    | Pat O'Hara Wood | 3-6, 7-9, 6-4, 6-3, 11-9 | Tableau |
| 2 | 08/09/1922 | US National Champ’s Philadelphie     | Grand Chelem | Gazon   | Bill Tilden Vincent Richards      | Pat O'Hara Wood | 4-6, 6-1, 6-3, 6-4       | Tableau |
| 3 | 19/01/1924 | Australasian Championships Melbourne | Grand Chelem | Gazon   | James Anderson Norman Brookes     | Pat O'Hara Wood | 6-2, 6-4, 6-3            | Tableau |
| 4 | 25/08/1924 | US National Champ’s Forest Hills     | Grand Chelem | Gazon   | Howard Kinsey Robert Kinsey       | Pat O'Hara Wood | 7-5, 5-7, 7-9, 6-3, 6-4  | Tableau |
| 5 | 14/09/1925 | US National Champ’s Forest Hills     | Grand Chelem | Gazon   | Richard Williams Vincent Richards | John Hawkes     | 6-2, 8-10, 6-4, 11-9     | Tableau |
| 6 | 25/06/1928 | The Championships Wimbledon          | Grand Chelem | Gazon   | Jacques Brugnon Henri Cochet      | John Hawkes     | 13-11, 6-4, 6-4          | Tableau |
| 7 | 10/09/1928 | US National Champ’s Forest Hills     | Grand Chelem | Gazon   | George Lott John Hennessey        | John Hawkes     | 6-2, 6-1, 6-2            | Tableau |
| 8 | 08/02/1932 | Australian Championships Adélaïde    | Grand Chelem | Gazon   | Jack Crawford Edgar Moon          | Harry Hopman    | 12-10, 6-3, 4-6, 6-4     | Tableau |

### Titres en double mixte
|   | Date       | Nom et lieu du tournoi      | Catégorie    | Surface | Partenaire      | Finalistes                     | Score    | Tableau |
| - | ---------- | --------------------------- | ------------ | ------- | --------------- | ------------------------------ | -------- | ------- |
| 1 | 21/06/1920 | The Championships Wimbledon | Grand Chelem | Gazon   | Suzanne Lenglen | Elizabeth Ryan Randolph Lycett | 7-5, 6-3 | Tableau |

### Finales en double mixte
aucune